# William Forsyth Sharpe
William Forsyth Sharpe (Cambridge, 16 de junho de 1934) é um economista estadunidense.
Sharpe foi um dos criadores do modelo de precificação de ativos de capital (CAPM). Ele criou o índice de Sharpe para análise de desempenho de investimento ajustado ao risco e contribuiu para o desenvolvimento do método binomial para a avaliação de opções, o método gradiente para otimização de alocação de ativos e análise de estilo baseada em retornos para avaliar o estilo e desempenho de fundos de investimento.
Foi laureado com o Prémio de Ciências Económicas em Memória de Alfred Nobel de 1990, dividindo-o com Merton Howard Miller e Harry Max Markowitz.

## Carreira profissional
Em 1961, após terminar seus estudos de graduação, Sharpe começou a lecionar na Universidade de Washington. Ele começou a pesquisar sobre a generalização dos resultados em sua dissertação para uma teoria de equilíbrio de precificação de ativos, trabalho que gerou o modelo de precificação de ativos de capital. Ele submeteu o artigo descrevendo o CAPM ao Journal of Finance em 1962. No entanto, ironicamente, o artigo  que se tornaria um dos fundamentos da economia financeira foi inicialmente considerado irrelevante e rejeitado da publicação. Sharpe teve que esperar que a equipe editorial mudasse até finalmente conseguir publicar o artigo em 1964. Ao mesmo tempo, o CAPM foi desenvolvido de forma independente por John Lintner, Jan Mossin e Jack Treynor.
Em 1968, Sharpe mudou-se para a Universidade da Califórnia em Irvine, mas ficou lá apenas dois anos e, em 1970, mudou-se, desta vez para a Universidade de Stanford. Enquanto lecionava em Stanford, Sharpe continuou pesquisando na área de investimentos, em particular na alocação de carteiras e fundos de pensão. Ele também se envolveu diretamente no processo de investimento, prestando consultoria à Merrill Lynch e à Wells Fargo, tendo assim a oportunidade de colocar em prática as prescrições da teoria financeira. Em 1986, em colaboração com a Frank Russell Company, ele fundou a Sharpe-Russell Research, empresa especializada em pesquisa e consultoria em alocação de ativos para fundos de pensão e fundações. Seu artigo de 1988, 'Determining a Fund's Effective Asset Mix', estabeleceu o modelo mais tarde conhecido como análise de estilo baseada em retornos.

## Carreira posterior
Em 1989, ele se aposentou do ensino, mantendo a posição de Professor Emérito de Finanças em Stanford, optando por se concentrar em sua empresa de consultoria, agora chamada William F. Sharpe Associates. Em 1996, ele co-fundou a Financial Engines (NASDAQ: FNGN) com o professor de Stanford Joseph Grundfest e o advogado do Vale do Silício Craig W. Johnson. Financial Engines usa tecnologia para implementar muitas de suas teorias financeiras no gerenciamento de portfólio.
A Financial Engines tem mais de 200 funcionários e é a líder em consultoria e gerenciamento de investimentos de planos de aposentadoria automatizados, com mais de US$ 200 bilhões em contas de aposentadoria gerenciadas, fornecendo consultoria e serviços de contas gerenciadas para funcionários em mais de 1 000 grandes corporações. Em março de 2018, a Financial Engines foi adquirida por US$ 3 bilhões em dinheiro.
Sharpe atuou como presidente da American Finance Association e é curador da Economists for Peace and Security. Ele também recebeu o título de Doutor em Letras Humanas, Honoris Causa da Universidade DePaul, Doutor Honoris Causa da Universidade de Alicante (Espanha), Doutor Honoris Causa da Universidade de Viena e a Medalha da UCLA, a maior honraria da UCLA.
Desde 2009, Sharpe tem defendido estratégias de "alocação adaptativa de ativos", que buscam explorar o comportamento recente do mercado para otimizar a alocação de ativos e assim maximizar os retornos e reduzir a volatilidade.

## Publicações selecionadas
Papéis
- Sharpe, William F. (1963). «A Simplified Model for Portfolio Analysis». Management Science. 9 (2): 277–93. doi:10.1287/mnsc.9.2.277
- Sharpe, William F. (1964). «Capital Asset Prices – A Theory of Market Equilibrium Under Conditions of Risk». Journal of Finance. XIX (3): 425–442. JSTOR 2977928. doi:10.2307/2977928. hdl:10.1111/j.1540-6261.1964.tb02865.x

Livros
- Portfolio Theory and Capital Markets (McGraw-Hill, 1970 and 2000). ISBN 0-07-135320-8
- Asset Allocation Tools (Scientific Press, 1987)
- Fundamentals of Investments (with Gordon J. Alexander and Jeffrey Bailey, Prentice-Hall, 2000). ISBN 0-13-292617-2
- Investments (with Gordon J. Alexander and Jeffrey Bailey, Prentice-Hall, 1999). ISBN 0-13-010130-3
- Sharpe, William F. (2012). William F Sharpe: Selected Works. Col: World Scientific-Nobel Laureate Series: Vol. 2. [S.l.]: World Scientific. 712 páginas. ISBN 978-981-4329-95-8